# Château de Poutrincourt
Les ruines du château de Poutrincout sont les vestiges d'un château médiéval du XVe siècle, situé sur le territoire de la commune de Lanchères, à l'ouest du département de la Somme, à proximité de la Baie de Somme.

## Historique
La seigneurie de Poutrincourt appartenait à la famille de Biencourt depuis 1403. Au XVIe siècle, le château était la propriété de Jacques de Biencourt frère de Jean de Poutrincourt, l'un des fondateurs de l'Habitation de Port-Royal, en Nouvelle-Écosse (Canada), en 1604.  Jusqu'à la veille de la Révolution, le château est demeuré dans la même famille. 
Le gouvernement du Canada aurait envisagé d'acquérir les ruines du château, en souvenir de Jean de Poutrincourt, mais aucune suite n'a été donnée à ce projet[réf. souhaitée].
Les vestiges du château sont protégés au titre des monuments historiques : inscription par arrêté du 18 mars 1980.

## Caractéristiques
Construit au XVe siècle, le château de Poutrincourt est aujourd'hui en ruine. Vers 1930, le château de Poutrincourt avait encore ses quatre murs debout.
Les vestiges subsistant sont constitués d'éléments de l'un de ses longs côtés et ses deux faces latérales (tout le mur de façade a disparu). Les murs d'environ 0,75 m d'épaisseur ont été construits en damiers de silex et de briques avec quelques blocs de tuf renforçant les angles[réf. souhaitée].